# Grand anglo-français tricolore
Pour les articles homonymes, voir Français (chien) et Anglo-français (race de chien).
Le grand anglo-français tricolore est une race de chien d'origine française. C'est un grand chien courant, de construction distinguée. La robe est tricolore. Issus de croisements entre des chiens français et le foxhound anglais, le grand anglo-français tricolore est un chien courant.

## Histoire
Le grand anglo-français tricolore est issu de croisements entre chiens français autochtones notamment le poitevin et le gascon saintongeois et le foxhound anglais. La race est très rare, peu utilisée et quasiment inconnue en dehors de la France métropolitaine.

## Standard
Le grand anglo-français tricolore est un chien courant de grande taille, bien charpenté avec une certaine distinction. De bonne longueur, la queue est élégamment portée avec un poil bien fourni. La tête de forme allongée n'est pas trop importante, avec une bosse occipitale marquée. Le crâne est très légèrement bombé. Les yeux sont grands, bruns et cerclés de noir. De longueur moyenne, les oreilles sont attachées larges au niveau de la ligne de l’œil, plates, puis légèrement tournées. 
Le poil est ras et fin. La robe est de couleur tricolore, le plus souvent à manteau noir ou avec des taches plus ou moins étendues. La couleur feu est vive ou cuivrée. Le feu charbonné aux joues et aux babines. Les mouchetures de couleur bleue ou feu aux membres et sur le corps ne sont pas à rechercher. Le poil mélangé, dit « louvard » n’est pas exclu. 

## Caractère
Le standard FCI ne décrit pas de caractère ou de tempérament typique de la race. C'est une race amicale, même avec les enfants. Le dressage est assez délicat car c'est un chien indépendant. La race a besoin de se dépenser et demande beaucoup d'exercices physiques.

## Utilité
Le grand anglo-français tricolore est un chien courant pour tous les gibiers, avec un instinct de chasse élevé